# دو موریه
دو موریه (به انگلیسی: Du_Maurier) یک برند سیگار ایجاد شده در کانادا است؛ که در حال حاضر توسط امپریال توباکو کانادا و شرکت تنباکوی هندی غربی تولید می‌شود. این برند در سال ۱۹۳۰ پایه‌گذاری گردید.